# بيترو برانكا
بيترو برانكا (بالإيطالية: Simone Branca) هو لاعب كرة قدم إيطالي، ولد في 25 مارس 1992 في بوستو أرسيتسيو في إيطاليا. لعب مع نادي ألساندريا ونادي نوفارا.

## وصلات خارجية
- بيترو برانكا على موقع قاعدة بيانات كرة القدم.إي يو (الإنجليزية)
- بيترو برانكا على موقع Soccerway.com (الإنجليزية)
- بيترو برانكا على موقع عالم كرة القدم.نت (الإنجليزية)